# 秋篠宮

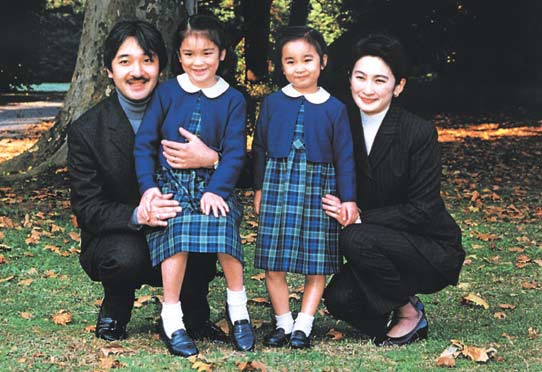
秋篠宮家の家族写真（1990年代）
左から文仁親王、眞子内親王、佳子内親王、紀子妃

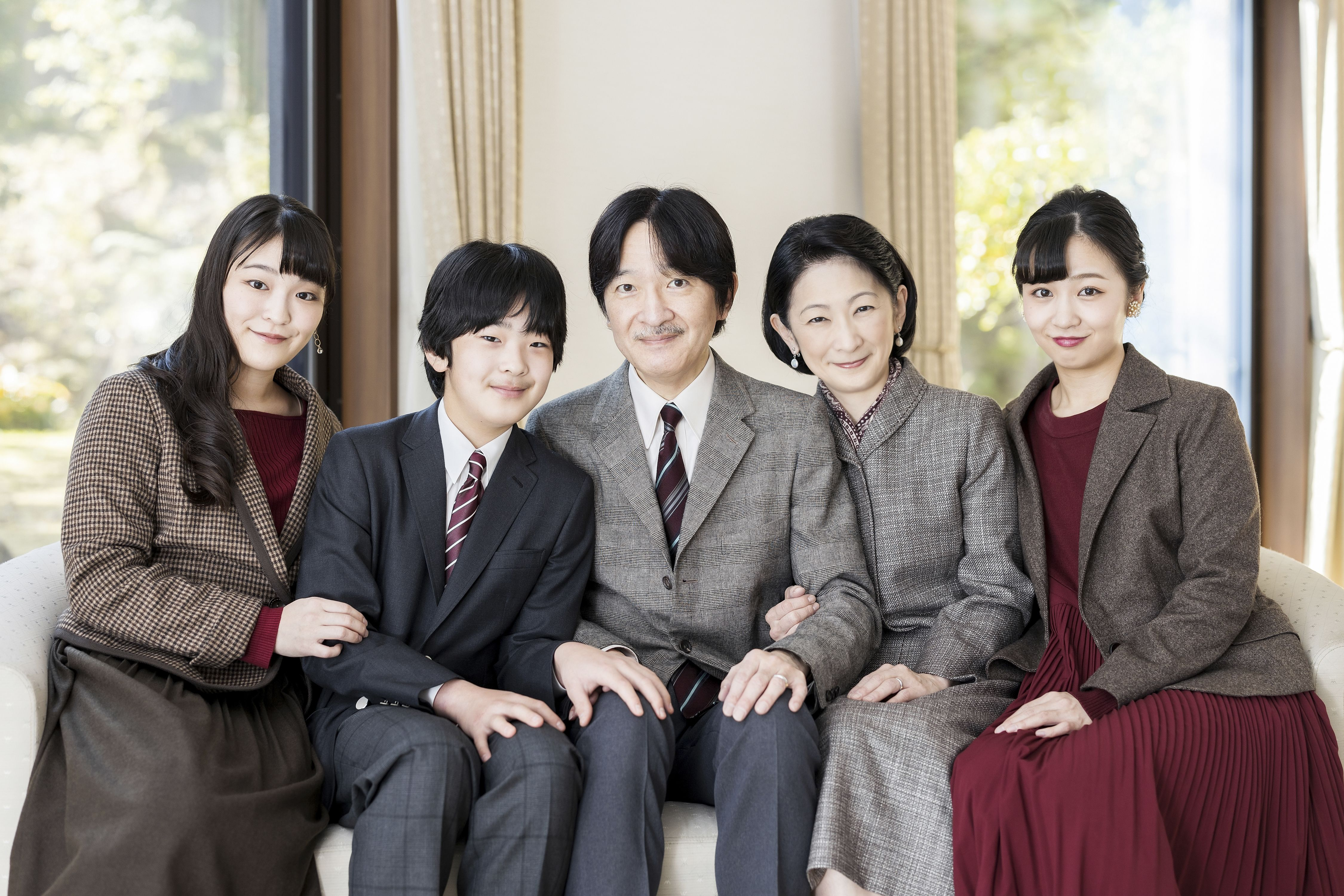
秋篠宮家の家族写真（2020年）
左から眞子内親王、悠仁親王、文仁親王、紀子妃、佳子内親王

秋篠宮（あきしののみや）は、日本の皇室における宮家の一つ。

## 概要
1990年（平成2年）6月29日、天皇明仁の第二皇子である礼宮文仁親王を初代として、親王と川嶋紀子との婚姻にあわせて創設された。
宮号は、和歌の歌枕として有名な奈良市の「秋篠（あきしの）」に由来する。
直宮家、筆頭宮家である。
構成員一覧
| 名及び身位              | 性別 | 生年月日                    | 現年齢 | 続柄                                    | 皇位継承順位 | 備考                                           |
| ----------------------- | ---- | --------------------------- | ------ | --------------------------------------- | ------------ | ---------------------------------------------- |
| 秋篠宮文仁親王          | 男性 | 1965年（昭和40年） 11月30日 | 59歳   | 上皇明仁第二皇男子（2男1女のうち第2子） | 1位          |                                                |
| 文仁親王妃紀子          | 女性 | 1966年（昭和41年） 09月11日 | 58歳   | 川嶋辰彦と和代夫妻の長女                |              |                                                |
| 眞子内親王 （小室眞子） | 女性 | 1991年（平成03年） 10月23日 | 33歳   | 文仁親王第一女子（第1子）               |              | 2021年（令和3年）10月26日、 婚姻により皇籍離脱 |
| 佳子内親王              | 女性 | 1994年（平成06年） 12月29日 | 30歳   | 文仁親王第二女子（第2子）               |              |                                                |
| 悠仁親王                | 男性 | 2006年（平成18年） 09月06日 | 18歳   | 文仁親王第一男子（第3子）               | 2位          |                                                |

## 系図
|  |  |                |                |                |                |                |                |  |  |  |  |  |  |            |            |            |            |                     |                     |                     |                     |                     |                     |            |            |            |            |        |        |          |          |          |          |          |          |  |  |  |  |
|  |  | 125代天皇 明仁 |                |                |                |                |                |  |  |  |  |  |  |            |            |            |            |                     |                     |                     |                     |                     |                     |            |            |            |            |        |        |          |          |          |          |          |          |  |  |  |  |
|  |  |                |                |                |                |                |                |  |  |  |  |  |  |            |            |            |            |                     |                     |                     |                     |                     |                     |            |            |            |            |        |        |          |          |          |          |          |          |  |  |  |  |
|  |  |                |                |                |                |                |                |  |  |  |  |  |  |            |            |            |            |                     |                     |                     |                     |                     |                     |            |            |            |            |        |        |          |          |          |          |          |          |  |  |  |  |
|  |  | 126代天皇 徳仁 | 126代天皇 徳仁 | 126代天皇 徳仁 | 126代天皇 徳仁 | 126代天皇 徳仁 | 126代天皇 徳仁 |  |  |  |  |  |  |            |            |            |            | 初代秋篠宮 文仁親王 | 初代秋篠宮 文仁親王 | 初代秋篠宮 文仁親王 | 初代秋篠宮 文仁親王 | 初代秋篠宮 文仁親王 | 初代秋篠宮 文仁親王 |            |            | 紀子妃     | 紀子妃     | 紀子妃 | 紀子妃 | 紀子妃   | 紀子妃   |          |          |          |          |  |  |  |  |
|  |  | 126代天皇 徳仁 | 126代天皇 徳仁 | 126代天皇 徳仁 | 126代天皇 徳仁 | 126代天皇 徳仁 | 126代天皇 徳仁 |  |  |  |  |  |  |            |            |            |            | 初代秋篠宮 文仁親王 | 初代秋篠宮 文仁親王 | 初代秋篠宮 文仁親王 | 初代秋篠宮 文仁親王 | 初代秋篠宮 文仁親王 | 初代秋篠宮 文仁親王 |            |            | 紀子妃     | 紀子妃     | 紀子妃 | 紀子妃 | 紀子妃   | 紀子妃   |          |          |          |          |  |  |  |  |
|  |  |                |                |                |                |                |                |  |  |  |  |  |  |            |            |            |            |                     |                     |                     |                     |                     |                     |            |            |            |            |        |        |          |          |          |          |          |          |  |  |  |  |
|  |  |                |                |                |                |                |                |  |  |  |  |  |  |            |            |            |            |                     |                     |                     |                     |                     |                     |            |            |            |            |        |        |          |          |          |          |          |          |  |  |  |  |
|  |  |                |                |                |                |                |                |  |  |  |  |  |  | 眞子内親王 | 眞子内親王 | 眞子内親王 | 眞子内親王 | 眞子内親王          | 眞子内親王          |                     |                     | 佳子内親王          | 佳子内親王          | 佳子内親王 | 佳子内親王 | 佳子内親王 | 佳子内親王 |        |        | 悠仁親王 | 悠仁親王 | 悠仁親王 | 悠仁親王 | 悠仁親王 | 悠仁親王 |  |  |  |  |

## 宮邸
宮家創設時から、赤坂御用地（東京都港区元赤坂）に宮邸を構えている。
2019年（令和元年）に文仁親王が皇嗣（皇位継承順位第1位、皇太子に准ずる地位）となってから、接遇機能を備えるために宮邸の拡張が行われた。この増築工事中（2019年から2022年3月まで）、一家は赤坂御用地内の「御仮寓所」に仮住まいをしていた。

## 備考

### 職員
宮家附の職員は元々20名程であったが、上記のとおり2019年に文仁親王が皇太子に准ずる地位になって以降は、「皇嗣職」が設置され、職員が増員された。
宮務官
1名。旧称は家令。宮家とその当主の側近奉仕のことを総括・掌理する。
歴代：富士亮、山口弘康、徳丸久衛、中島慶二、小原邦彦、坪倉昭
侍女長
1名。妃の側近奉仕のことを総括・掌理する。侍女長補を監督する。
歴代：笠松祐子、犬伏紗知子、飯島蘭子、大内映子、池上礼子、山崎敦子
侍女長補
妃の側近奉仕のことを分掌する。侍女長を補佐する。
事務官
8名程。
運転技官
専任の運転手。定員は5名程。
調理技官
専任の調理師。宮内庁大膳課から配属される。
歴代：宮田拓矢
臨時職員
3名程。他部署との併在辞令を受けた職員。
歴代：谷みどり
侍女
2名程。宮家の私費で雇われる。
秋篠宮付御用掛
歴代： 赤木攻、沼田恭子、松田慶文、板倉敏和、近藤茂夫

### 書籍
2022年5月、インタビューに基づくノンフィクション書籍『秋篠宮』が刊行された（小学館 / 江森敬治著）

### その他
- 宮号に「秋篠」が選ばれたことで、同地が話題となった。特に、「秋篠寺の技芸天像が、文仁親王妃紀子に似ている」とも言われた[6]。
- 現存する宮家の中で皇位継承権を有する男子（親王・王[注釈 3]）を2名以上有する唯一の宮家であり、平成生まれの皇位継承権を有する男子を有する唯一の宮家である。そのため、平成以降で皇位継承順位1位と2位の皇族が両者共に海外を訪問することになった初の事例である2019年（令和元年）8月のブータンへの訪問時は、皇位継承への影響を考慮して、文仁親王と悠仁親王が別々の便で移動する対応がとられた[7]。
- 2022年7月宮内庁御用掛に元警察官僚の吉田尚正が着任した。吉田は着任にあたっては山積する皇嗣家の問題に対処するために他の社外取締役などを全て辞して、専任で就任している[8]。秋篠宮家に対するSNSによる誹謗・中傷に対する宮内庁広報室による今後の対処方針については宮内庁#概説を参照のこと。